# Tramway de Mulhouse
Le tramway de Mulhouse est le réseau de tramway desservant la ville de Mulhouse (Alsace) et son agglomération. Mis en service le 20 mai 2006 en ce qui concerne ses deux premières lignes et le 12 décembre 2010 pour sa troisième ligne, en même temps que le Tram-train Mulhouse Vallée de la Thur qui relie Mulhouse à Thann.

## Histoire

### Ancien réseau

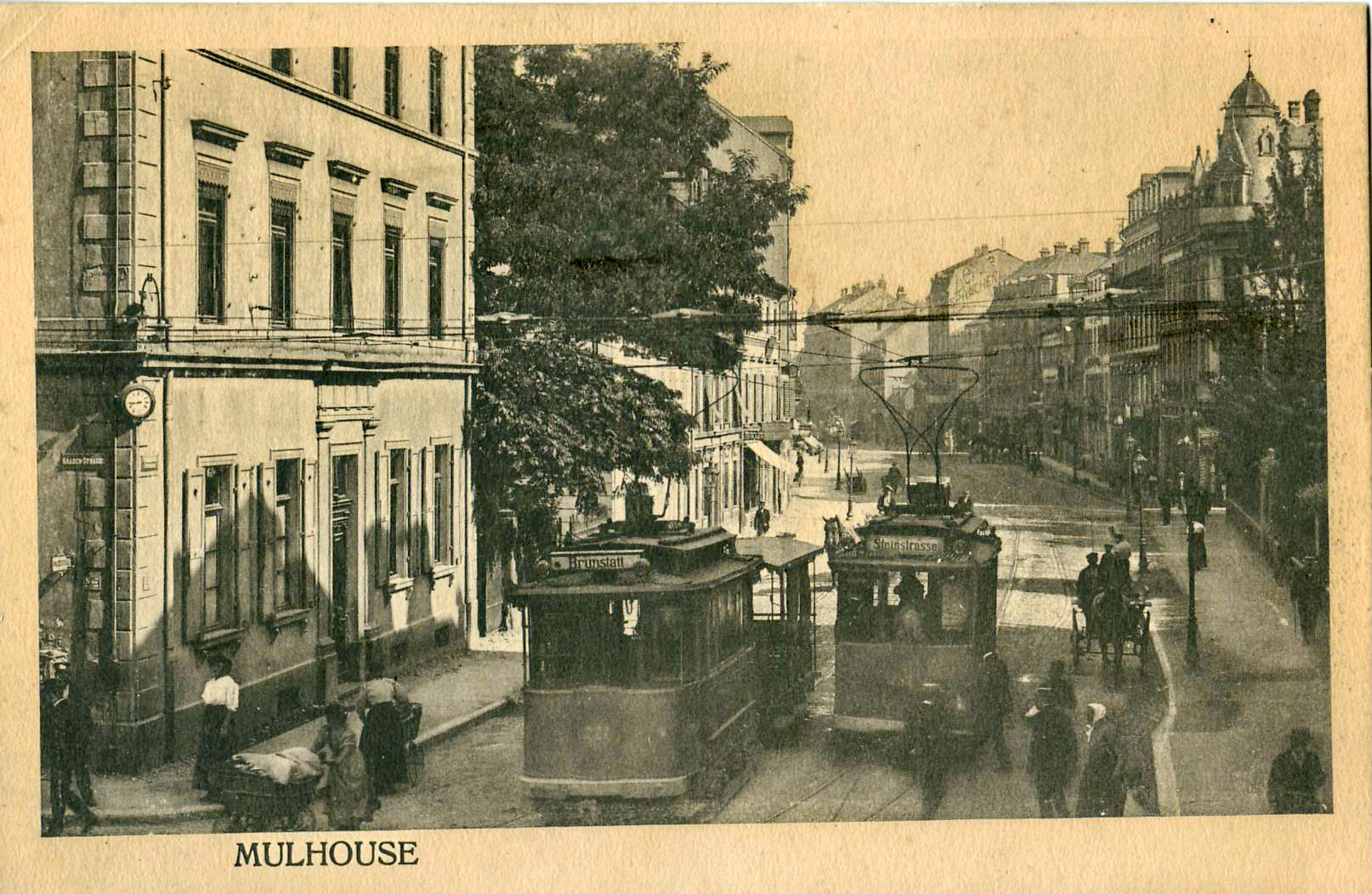
Croisement de deux tramways électriques dans les années 1920.

Mulhouse a eu son premier réseau de tramway en 1882.
Comme dans beaucoup de villes françaises, ce premier réseau a disparu, victime de la concurrence de l'automobile, et le dernier tramway a circulé à Mulhouse en 1957.

### Le réseau actuel

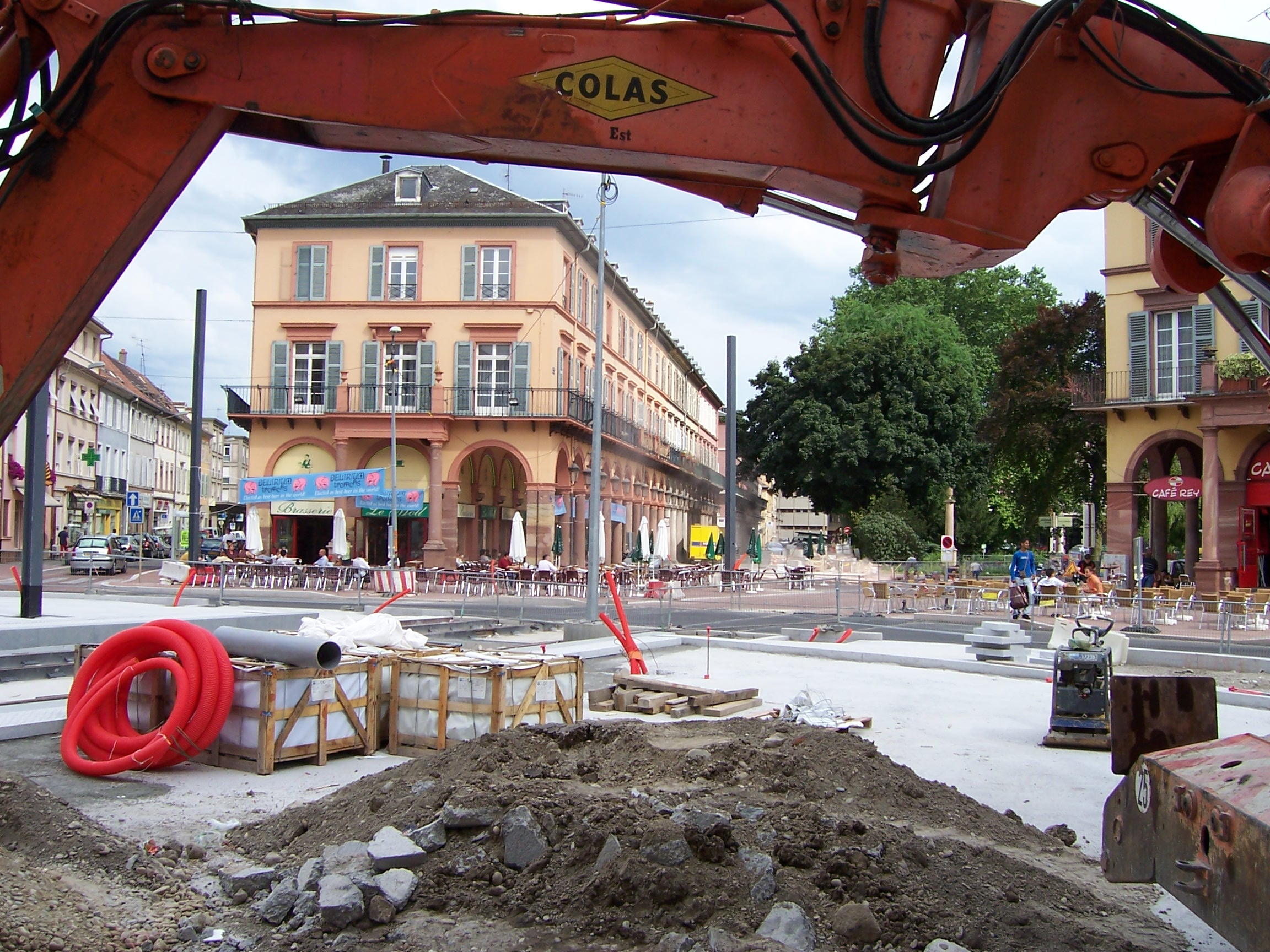
Chantier du tramway place de la République en 2006.

Carte animée de l'évolution des infrastructures ferroviaires de l'agglomération de Mulhouse, dont celle des anciens et actuels tramways, de 1880 à nos jours.

Mais à cause des chocs pétroliers et des préoccupations croissantes liées à l'écologie et à la pollution de l'air, Mulhouse a, comme beaucoup de villes françaises, pensé à se rééquiper d'un réseau de transport en commun propre à grande capacité. Après avoir, au départ, été opposé au projet, Jean-Marie Bockel, le maire de Mulhouse, a finalement soutenu ce projet, suivant l'exemple de Strasbourg, la plus grande ville alsacienne, qui s'était dotée d'un tramway dès 1994. Jean-Marie Bockel, tout juste rééelu, annonce publiquement l'idée en 1995 et une étude de faisabilité est ainsi lancée en avril 1997,,.
Le Syndicat intercommunal des transports de l'agglomération mulhousienne (SITRAM) décide en mai 1998 de créer un réseau comprenant deux lignes de tramways et un tram-train — complété plus tard par la 3e ligne urbaine —, ; ce dernier nécessite une certaine coopération avec RFF pour assurer une bonne exploitation du service, ce qui conduit à certains choix techniques : rails à gorge profonde afin que les tram-trains puissent circuler sur le réseau urbain et gabarit à 2,65 m afin d'assurer une parfaite interopérabilité du matériel, sans avoir besoin de combler des lacunes entre le quai et le seuil des portes par exemple.

#### Création des lignes 1 et 2

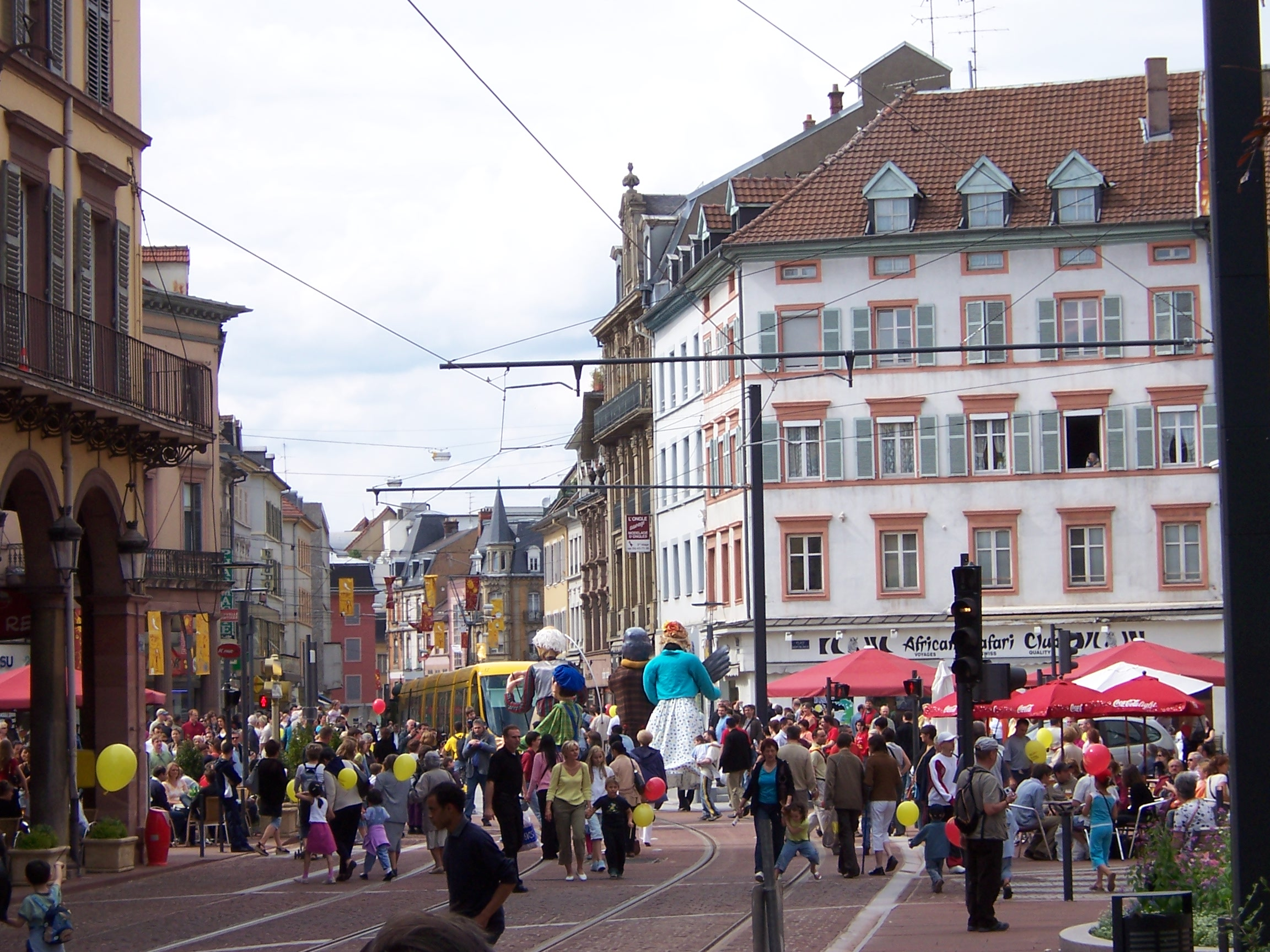
Inauguration festive le 13 mai 2006.

L'enquête publique, débutée à l'automne 2001, s'est clôturée en mai 2002 avec un avis favorable sans réserve,.
La déclaration d'utilité publique de la partie urbaine est accordée en octobre 2002 ; la même année, le réseau prend son nom actuel : Soléa. Le design des rames est choisi à l'automne 2003.
Le chantier de construction des lignes 1 et 2 a lieu entre 2004 et 2006 ; il s'agit d'un des premiers chantiers de tramway de France à mettre en œuvre la clause d'insertion des chantiers publics, permettant d'embaucher 228 personnes en difficulté pour les besoins des travaux,,. L'investissement est de 249,1 millions d'euros et compte 12 kilomètres de voies pour 24 stations. Le premier rail est posé le 18 février 2004 sur le boulevard du Stoessel.
Les essais débutent en février 2005 sur le boulevard de la Marseillaise, à partir du 9 novembre rue d'Illzach en centre-ville et à partir du 7 décembre aux Coteaux avec les essais de freinage en charge à Illberg ; enfin, les essais sur l'ensemble du tracé débutent le 18 mars 2006, suivis de la marche à blanc et l'autorisation préfectorale permettant de transporter des voyageurs est obtenue fin avril,.
Une première inauguration dite festive a lieu le 13 mai 2006, suivie le 20 mai par l'inauguration officielle par le président de la République Jacques Chirac. Le long des deux lignes, des pistes cyclables ont été créées, et des arceaux à vélo ont été installés. Du 20 mai au 5 juillet 2006, les deux lignes fonctionnent uniquement en journée du lundi au samedi en attendant la restructuration du réseau de bus — seules trois lignes de bus ont été modifiées durant ce laps de temps —,.
Les lignes 1 et 2 sont certifiées NF Service en juin 2009,.
Le 4 juillet 2009, la ligne 1 est prolongée de 1,5 km au nord, avec la création de 3 stations supplémentaires : Tuilerie, Saint-Nazaire et Châtaignier.

#### Le tram-train et la ligne 3

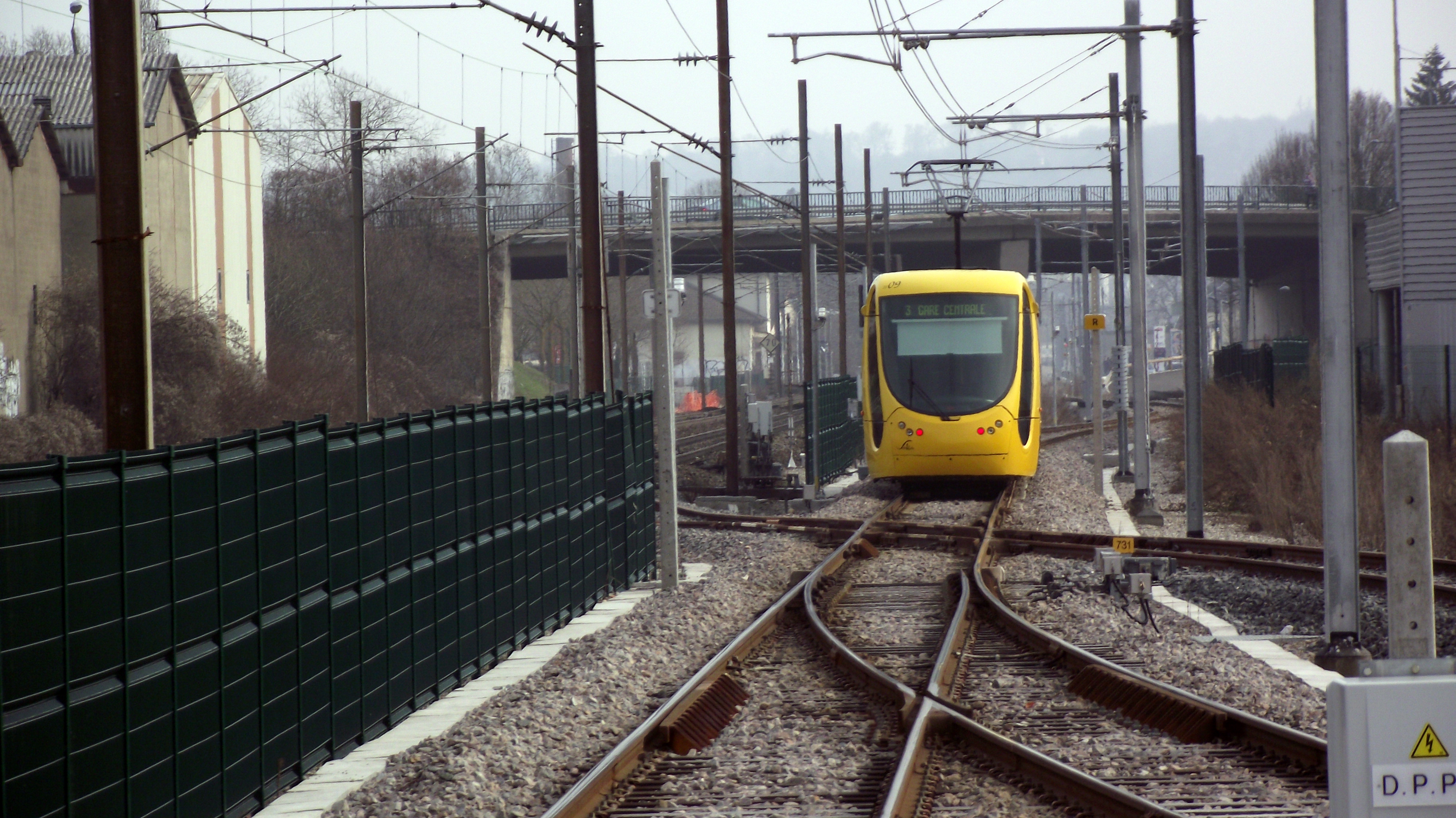
La ligne 3 sur sa partie semi-urbaine commune avec le tram-train.

Envisagé en même temps que les lignes 1 et 2, le tram-train est déclaré d'utilité publique le 11 octobre 2004.
Initialement prévu en une phase jusque dans la vallée de la Thur, la décision de construire dans un premier temps jusqu'à la gare de Thann-Saint-Jacques est prise en novembre 2005, ce qui provoque la colère des élus locaux. Les rames Siemens Avanto sont acquises en février 2006 mais livrées bien plus tard, en 2009.
La construction débute officiellement en septembre 2007 avec la pose de la première pierre de la gare de Thann-Saint-Jacques, les travaux d'aménagement de la ligne SNCF débutent quant à eux en novembre 2007 avec la démolition du tunnel au nord de Thann puis s'étendent de 2008 à 2010 avec le terrassement et la construction des ouvrages d'art. L'électrification et le renouvellement des voies est opéré à partir de l'été 2009 ; les essais sur la partie urbaine débutent en novembre 2009 de nuit afin de ne pas gêner le tramway puis de jour à partir du 26 avril 2010. Le premier essai jusqu'à la gare de Graffenwald est mené en présence d'invités le 3 juin 2010 puis un second, sur l'ensemble du tracé, le 26 octobre.
Le tram-train Mulhouse Vallée de la Thur est inauguré les 11 et 12 décembre 2010 et mis en service le 12 et complété par la ligne 3 sur sa partie urbaine. Ces lignes empruntent des tronçons communs avec les deux premières lignes.
La ligne 3 relie la gare de Mulhouse-Ville à celle de Lutterbach en desserte urbaine avec des rames Citadis 302, tandis que le tram-train prolonge ce service en reliant Mulhouse à l'agglomération voisine de Thann, en empruntant les voies du tramway puis l'actuelle ligne de pénétration vosgienne, avec des rames Siemens Avanto. Cette nouvelle phase du réseau a nécessité 150 millions d'euros d'investissements.

## Le réseau

### Principales caractéristiques

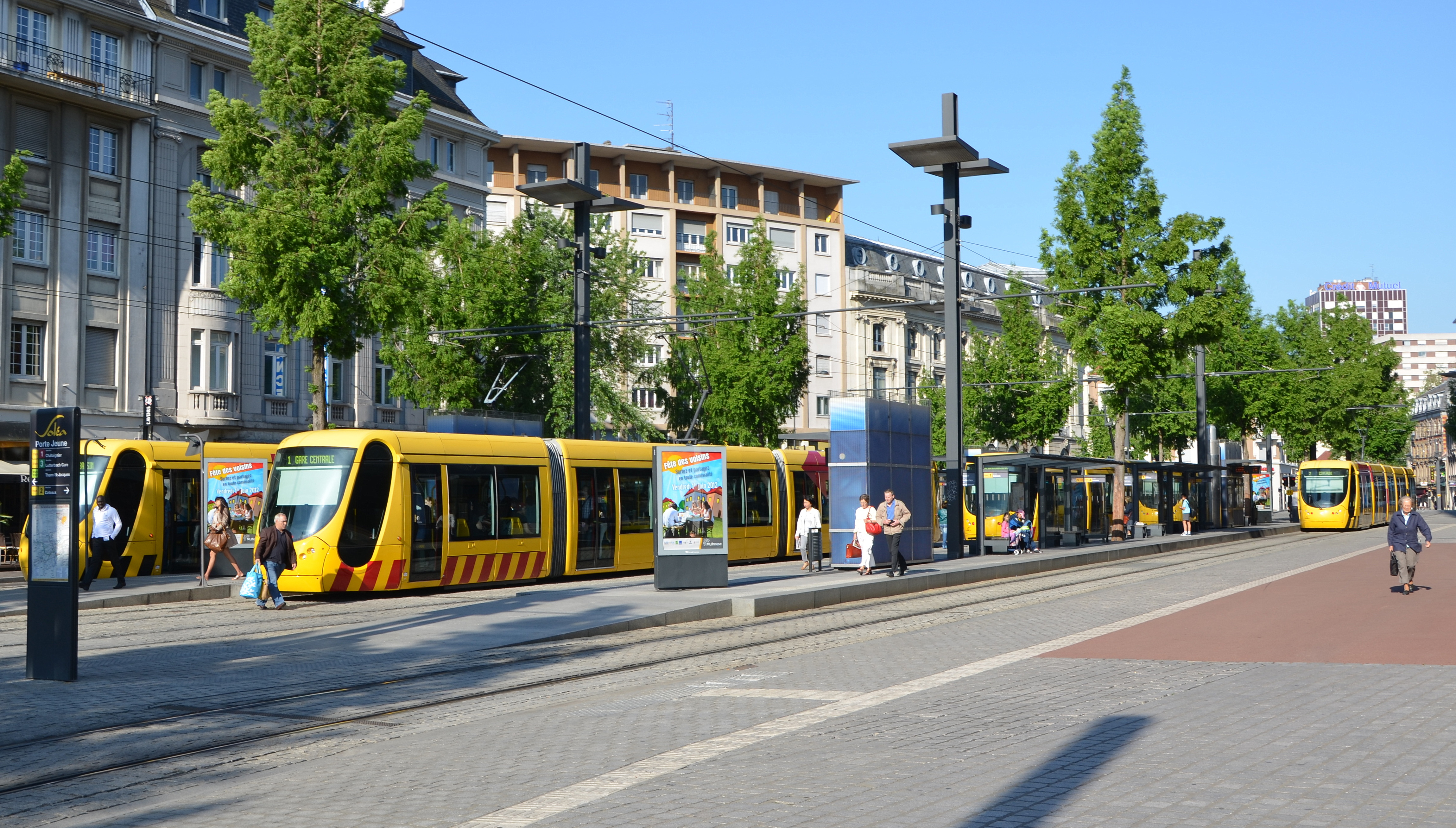
Quatre tramways à la "Porte Jeune".

Le réseau de tramway mulhousien est exploité par Soléa, en utilisant les infrastructures mises à disposition par Mulhouse Alsace Agglomération, maître d'ouvrage du réseau. Il est composé de trois lignes qui desservent les communes de Mulhouse et de Lutterbach. Ce réseau comporte 16,2 km de lignes. Les tramways bénéficient d'un système de priorité aux carrefours comportant des feux.
Le réseau, composé depuis 2010 de trois lignes plus le tram-train, totalise 21 stations dont 11 desservies par au moins deux lignes, sans compter les gares desservies par le tram-train co-exploité avec la SNCF, et couvre deux communes de l'agglomération mulhousienne :
| Ligne      | Terminus                                         | Longueur [km] | Temps de parcours [min] | Stations | Matériel                        |
| ---------- | ------------------------------------------------ | ------------- | ----------------------- | -------- | ------------------------------- |
| (1)        | Châtaignier ↔ Gare Centrale                      | 5,8           | 18                      | 12       | Alstom Citadis                  |
| (2)        | Coteaux ↔ Nouveau Bassin                         | 6,2           | 18                      | 14       | Alstom Citadis                  |
| (3)        | Lutterbach Gare ↔ Gare Centrale                  | 7             | 19                      | 11       | Alstom Citadis / Siemens Avanto |
| tram-train | Thann Saint-Jacques / Thann Gare ↔ Gare Centrale | 22            | 42                      | 18       | Siemens Avanto                  |

En 2009, le tramway transporte 13 millions de voyageurs par an.

### La desserte
L'amplitude de service est peu ou prou identique sur toutes les lignes, sauf la ligne 1 débutant une heure avant les autres environ. Le début de service se fait plus tôt dans le terminus le plus proche du dépôt, entre 4 h 40 et 5 h 30, et plus tard depuis l'autre extrémité de la ligne, entre 5 h et 6 h. Les tout premiers services ont leur origine dans des stations intermédiaires proches du dépôt : Musée de l'automobile pour la ligne 1, Porte Jeune pour la ligne 2 ou pour la ligne 3 et le Tram-train leur terminus habituel, la Gare centrale. Les dimanches et fêtes, le service débute environ une à deux heures plus tard. La fin du service se fait en revanche à la même heure tous les jours sauf le samedi, avec les derniers départs des terminus entre 23 h 5 et 23 h 35, de 23 h 55 à 1 h 5 le samedi. Sur la ligne 2 les derniers départs s'effectuent avec des services partiels à Porte Jeune.
En cas d'interruption du service, les tramways sont remplacés par des bus dans le cadre du « plan B » : les navettes de substitution s'arrêtent au plus près des stations de tramway et sont repérées aux arrêts par des pictogrammes triangulaires reprenant la couleur et le numéro de la ligne de tramway.

### Conception et réalisation
La construction du tramway s'est accompagnée d'une requalification de l'espace public et de réduire la place de l'automobile en centre-ville : réaménagement du site de l'ancienne casquetterie, rénovation urbaine des Coteaux, construction du parc d'activités des Collines, réaménagement de la Porte Jeune marquée par un aménagement typique des années 1970 et du tout automobile ainsi que de friches industrielles allant jusqu'en centre-ville, etc.,.
Une quarantaine d'arbres ont ainsi été plantés début 2006 à la Porte Jeune vidée de son trafic automobile.

### Les stations
Les stations du tramway sont équipées d'abribus JCDecaux. L'information aux voyageurs (horaires théoriques de passage, plan du réseau, etc.), le bandeau lumineux indiquant les prochains passages et un distributeur automatique sont installés dans le totem technique bleu, conçu par « l'Atelier du Paysage » ; l'abribus contient le cas échéant des informations complémentaires comme le plan de desserte du tram-train et sa tarification. L'aménagement des stations desservies uniquement par la ligne 3 et le tram-train diffèrent dans leur forme car elles sont aménagées comme des haltes SNCF et sont sur le domaine de SNCF Réseau : un abri avec distributeur et l'information aux voyageurs, un totem avec le nom de la station et les noms de quais, des lampadaires ; dans sa partie SNCF, le tram-train utilise exclusivement des haltes et gares TER.
Sur la ligne 2 les stations sont accompagnées d'arches monumentales colorées conçues par Daniel Buren, dont la couleur varie selon la station.

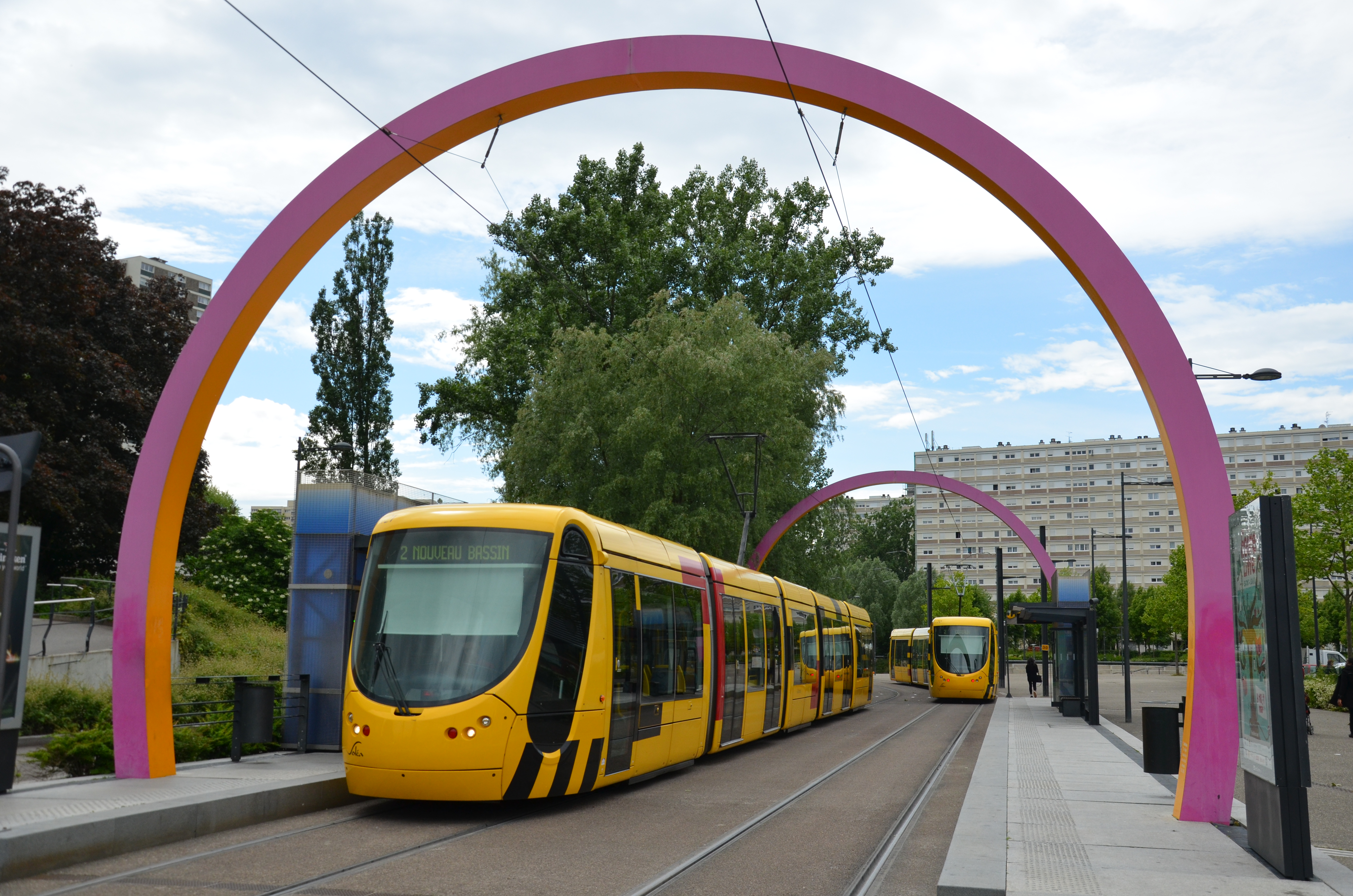
La station Nations et ses arches.
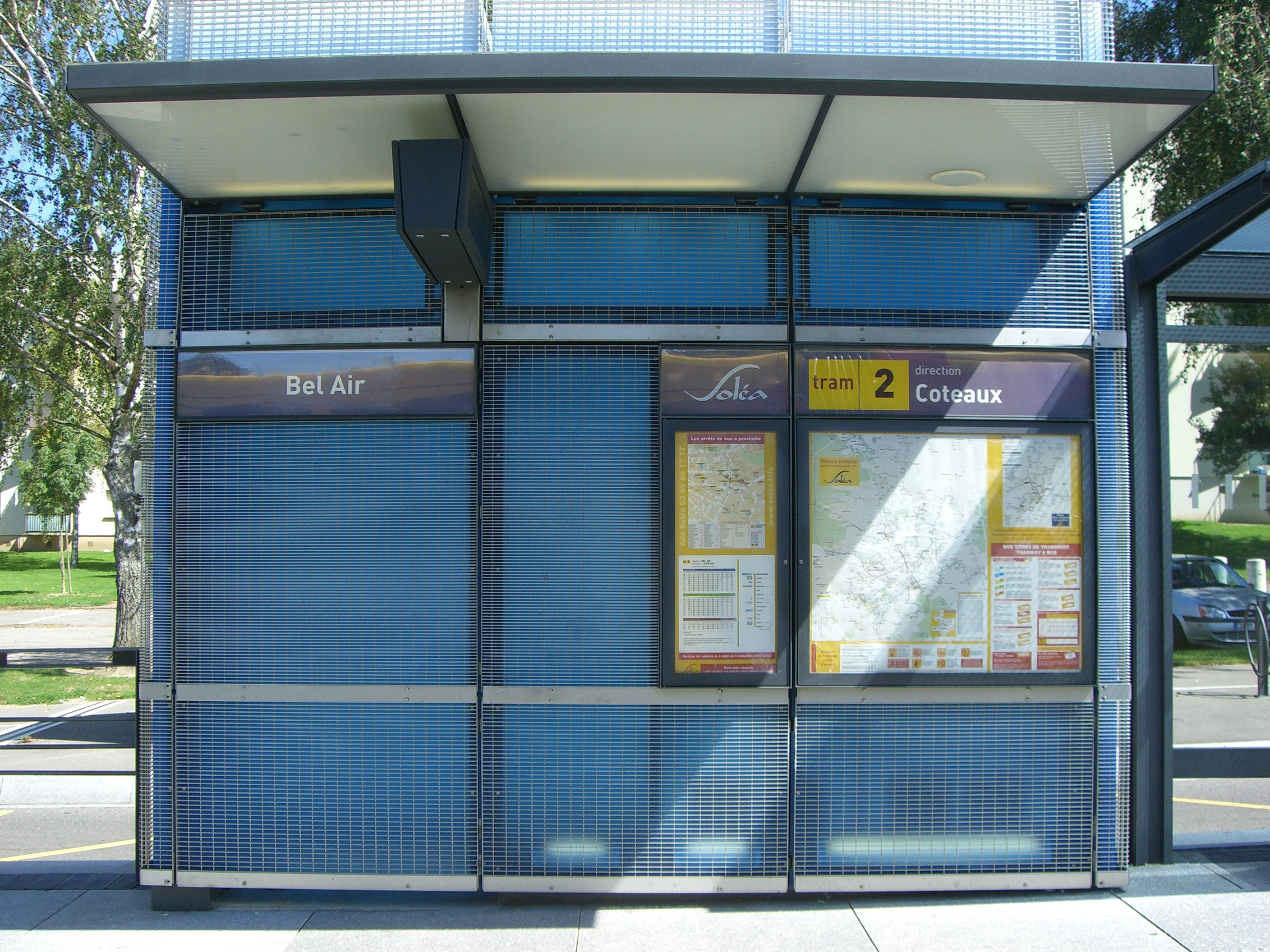
Un totem technique à la station Bel Air, ici dépourvu de son distributeur normalement implanté sous le nom de la station.
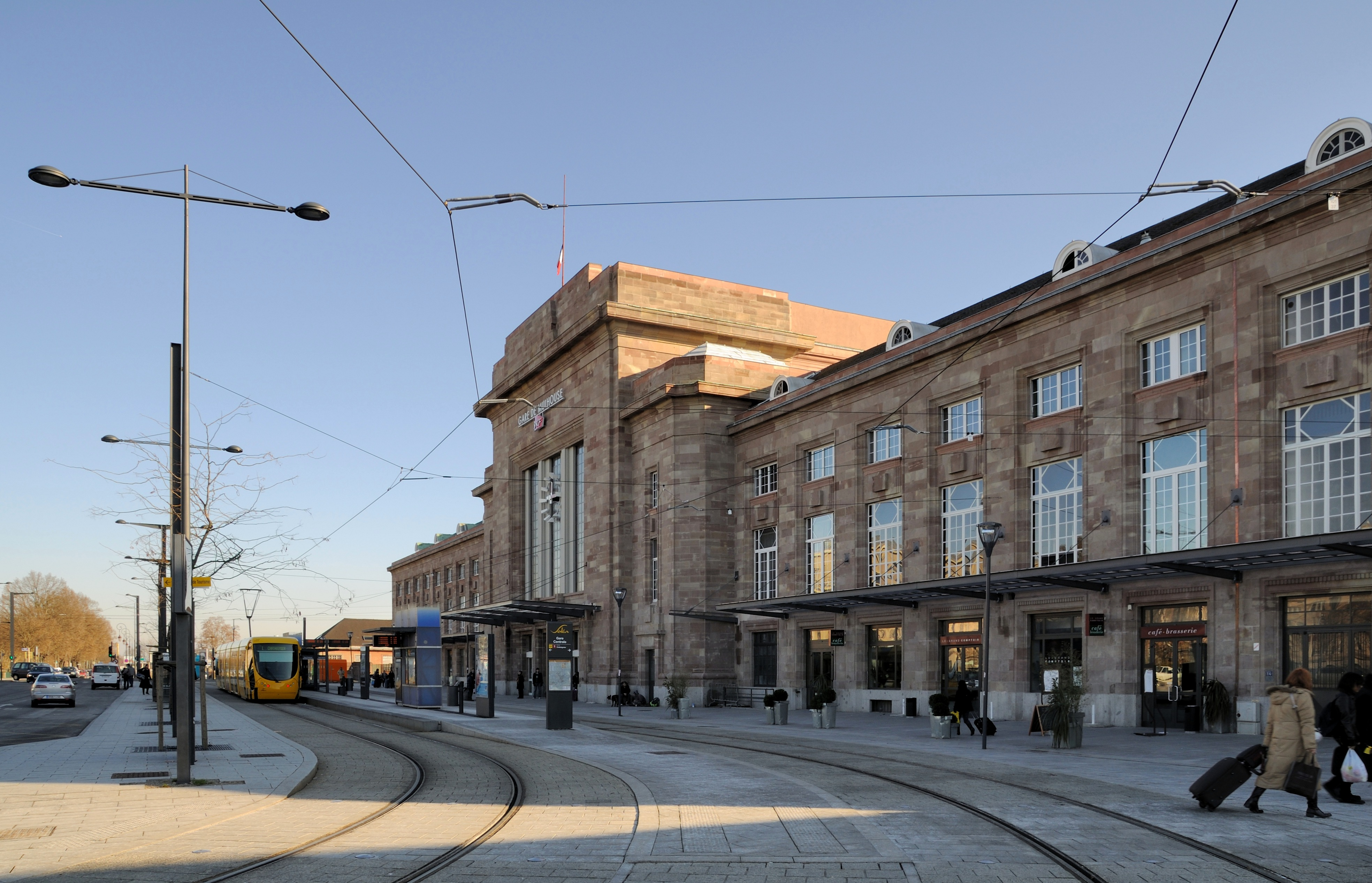
La station Gare centrale.
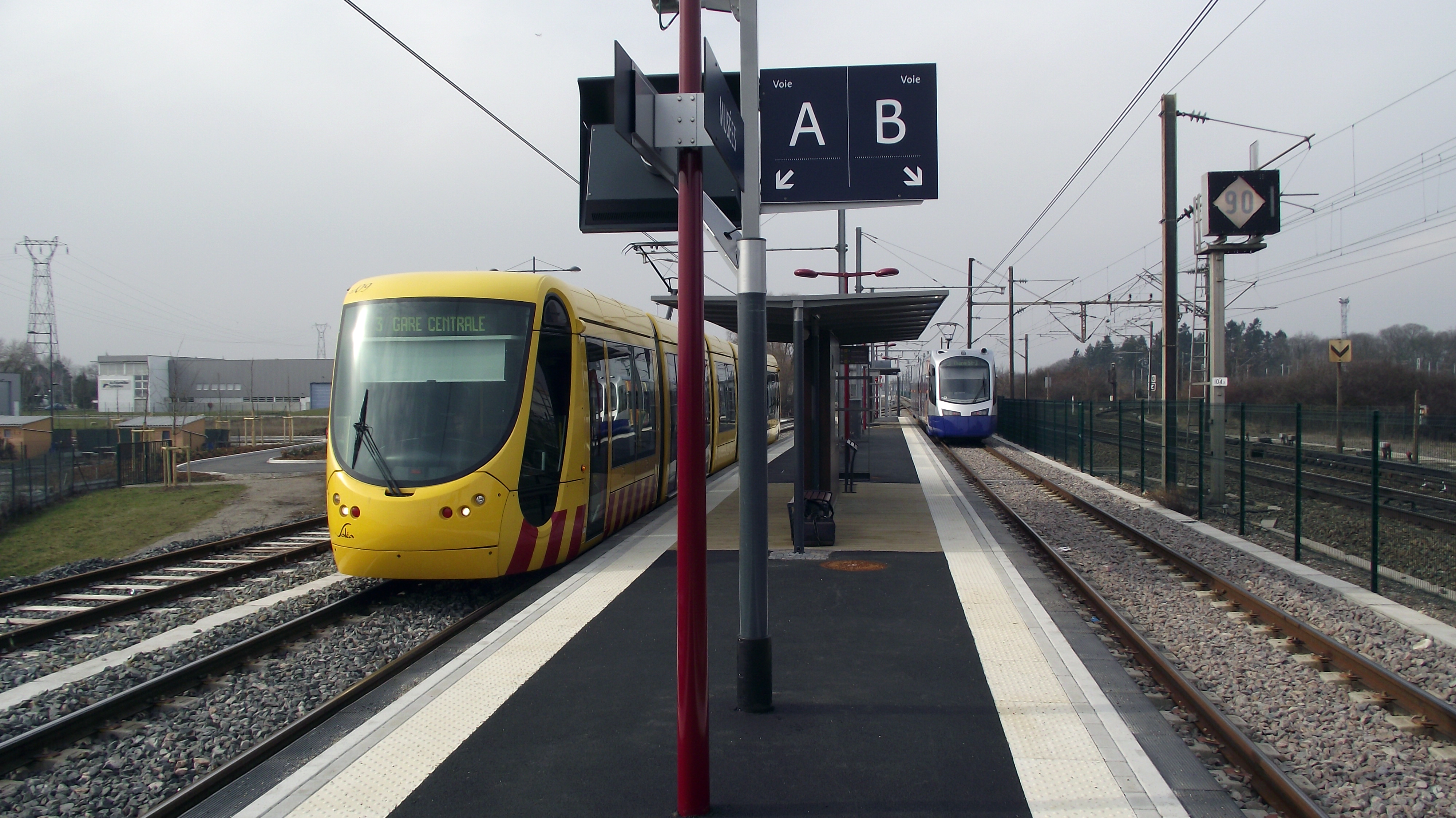
La station Musées aménagée comme une halte SNCF.

### Œuvres d'art
Outre les arches « Tram-trame » de Buren des stations de la ligne 2, Tobias Rehberger a créé huit œuvres, dont quatre sont disposées le long de la ligne 1 et brodant sur l'histoire et les lieux de la ville, : Paroles (fresques murales sur plusieurs bâtiments), Les Garages monstruits, Non stop (censé représenter un arrêt abandonné de l'ancien tramway de Mulhouse) et La pomme de Terre (il s'agit d'un véritable champ de pommes de Terres !). Ces œuvres ont été créées dans le cadre de la loi du « 1 % artistique » qui consiste à allouer 1 % du budget aux œuvres d'art. Les autres œuvres initialement prévues n'ont pas été installées comme les trois installations formant « Mmuullhhoouussee » et qui auraient dû être installées sur le parvis de  la gare de Mulhouse-Ville, stockée dans un hangar à un endroit inconnu, et le jardin « pruvliqué » à Bourtzwiller dont l'artiste n'a trouvé aucune association pour l'entretenir et qui n'a de fait pas été aménagé.
Le choix des arches de Buren, arrivé tard dans le processus de conception, a été critiqué par les maîtres d'œuvre qui étaient partis sur le principe que le tramway doit se fondre dans la ville. Les arches, fabriquées à Remiremont, dans les Vosges, ont été réceptionnées en septembre et octobre 2005.
De la même façon les aménagements le long de la ligne 2 intègrent un aménagement urbain très végétalisé tandis que la ligne 1 a un traitement très minéral.

## Exploitation

### Matériel roulant
Aujourd'hui, le parc roulant du réseau est composé de 34 rames dont 22 Alstom Citadis 302 et 11 Siemens Avanto pour le tram-train.
| Constructeur | Modèle  | Nombre | Numérotation                                          | Années delivraison | Longueur    | Largeur     |
| ------------ | ------- | ------ | ----------------------------------------------------- | ------------------ | ----------- | ----------- |
| Alstom       | Citadis | 22     | nos 2001 à 2027 (sauf 2003, 2006, 2011, 2013 et 2023) | 2006               | 32,5 mètres | 2,65 mètres |
| Siemens      | Avanto  | 11     | TT nos 16 à 25 et TT27                                | 2010               | 37 mètres   | 2,65 mètres |

Le matériel roulant du tramway de Mulhouse tient sa particularité du fait que son design a été choisi par les Mulhousiens, lors d'une exposition en septembre 2003, de même que ses couleurs. C'est le catalan Peret qui a finalement été choisi pour dessiner ces véhicules. Ces rames Citadis sont de couleur jaune et rouge, et ont un nez d'une forme particulière. Le parc est composé de 27 rames, permettant de couvrir les besoins du réseau dans son intégralité, extensions comprises.
Les annonces sonores ont été composées par Pierre Henry.
Deux rames (2004 et 2005) ont circulé de 2006 à 2008 sur le réseau de Buenos Aires Tranvía del Este et une (2008) sur le réseau de Utrecht. En 2008, cinq rames (2003, 2006, 2011, 2013 et 2023) ont été louées pour circuler sur le réseau de Melbourne avant d'être définitivement vendues, ces rames étant excédentaires du fait du report des extensions.

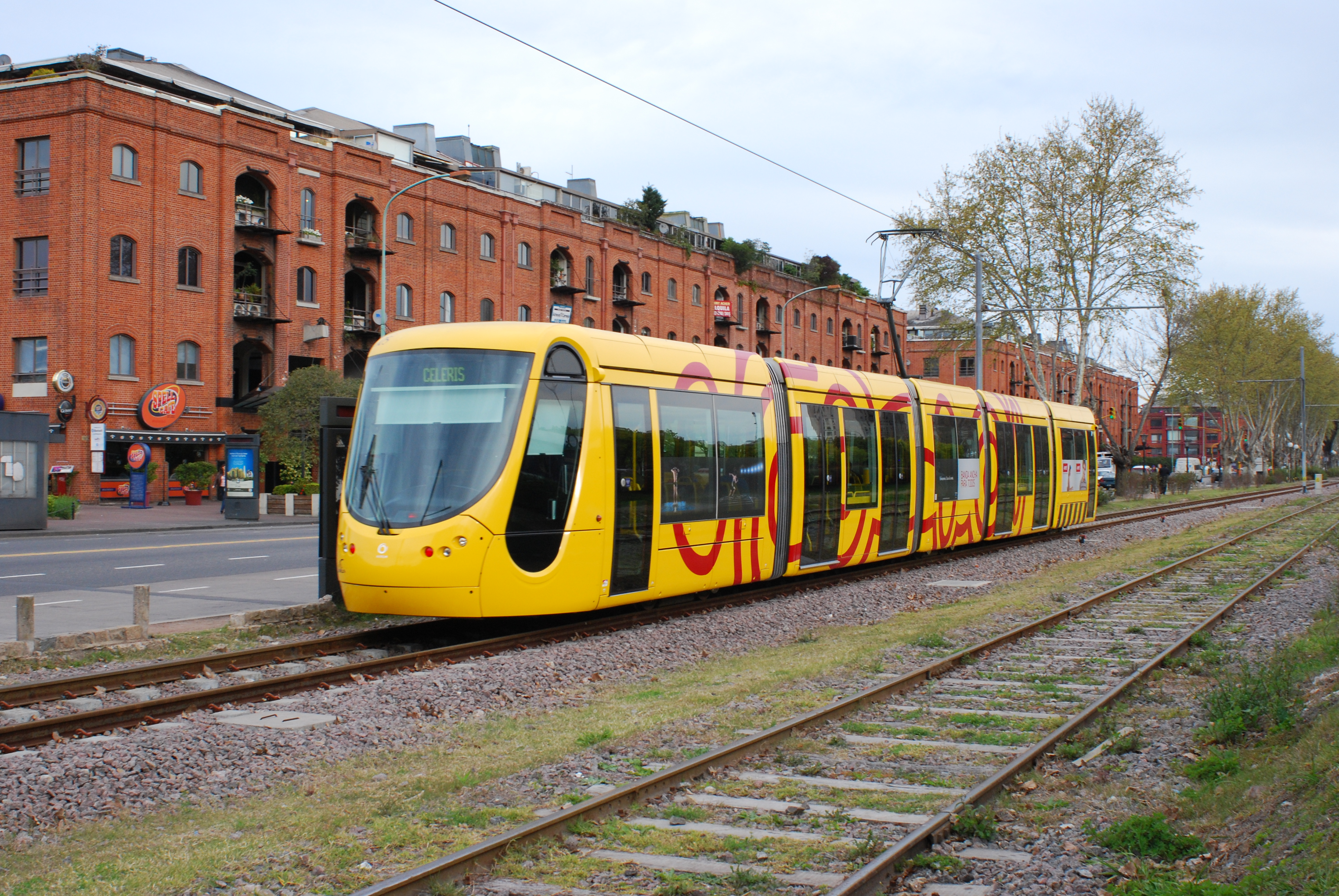
Un véhicule mulhousien prêté à Buenos Aires en septembre 2008, à présent revenu en Alsace.
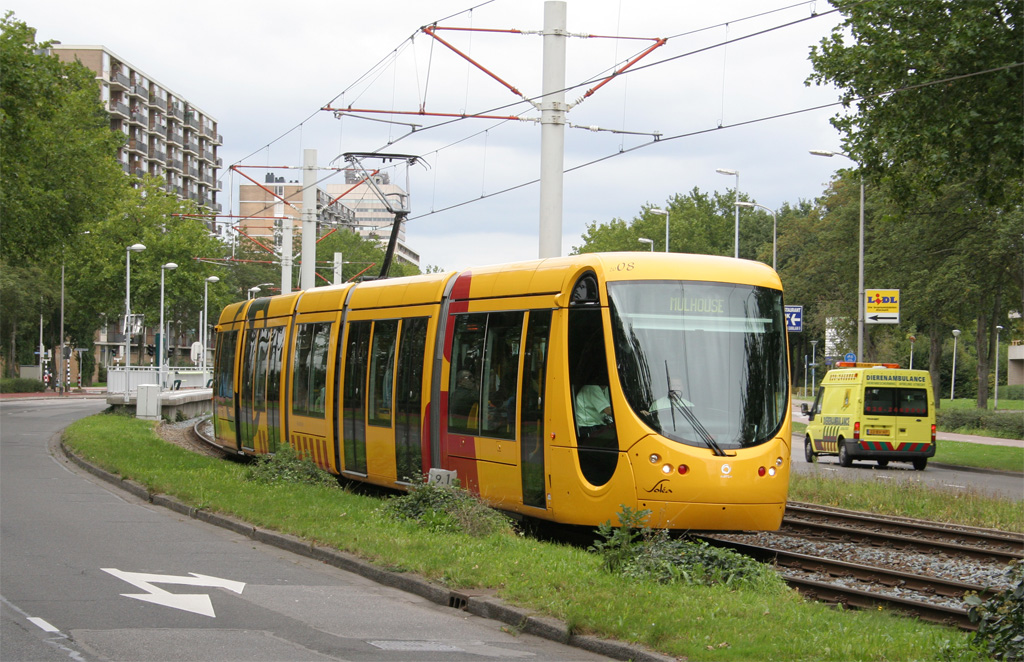
Un véhicule mulhousien prêté à Utrecht en 2008.
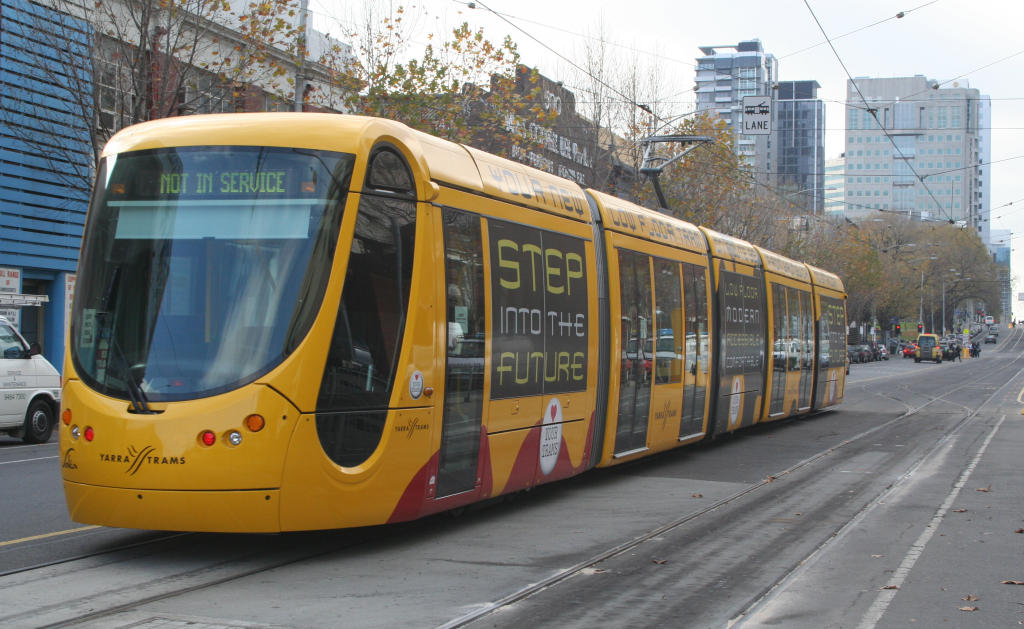
Un véhicule mulhousien loué à Melbourne en 2008.
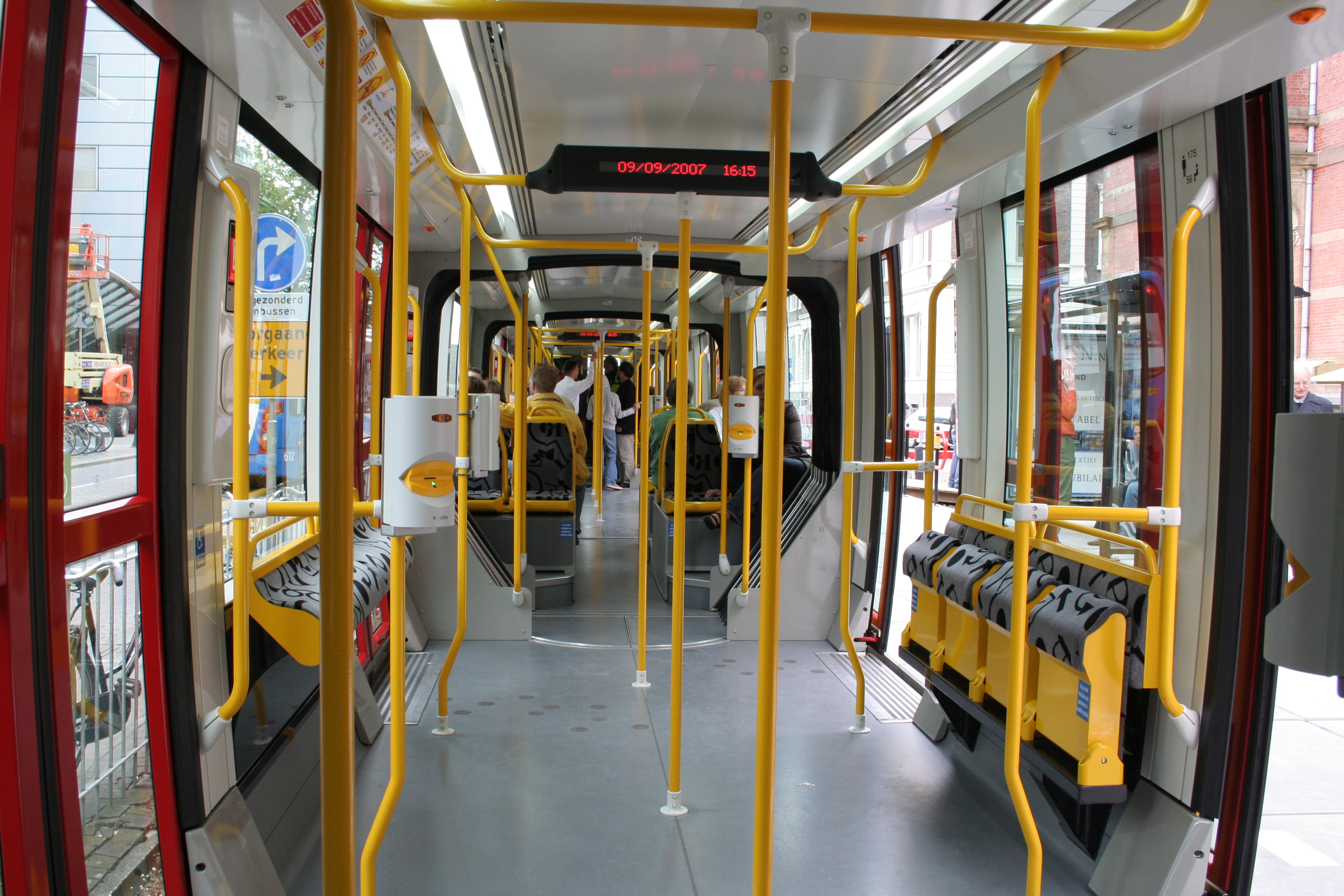
Intérieur d'une rame en 2007 circulant à Utrecht.

Chaque rame est baptisée du nom d'une commune de la communauté d'agglomération de Mulhouse ou d'un quartier de Mulhouse. Ces noms sont inscrits sur le côté de chaque rame :
- 2001 : Mulhouse
- 2002 : Zillisheim
- 2003 : Bollwiller (Melbourne 5103: Bumblebee 3)[31]
- 2004 : Didenheim
- 2005 : Staffelfelden
- 2006 : Reiningue (Melbourne 5106: Bumblebee 4)[31]
- 2007 : Morschwiller-le-Bas
- 2008 : Baldersheim
- 2009 : Sausheim
- 2010 : Rixheim
- 2011 : Pulversheim (Melbourne 5111: Bumblebee 5)[31]
- 2012 : Lutterbach
- 2013 : Ungersheim (Melbourne 5113: Bumblebee 2)[31]
- 2014 : Ruelisheim
- 2015 : Kingersheim
- 2016 : Bourtzwiller
- 2017 : Dornach
- 2018 : pas de nom de baptême (rame entièrement jaune, sans adhésifs, pour accueillir des pelliculages publicitaires)
- 2019 : Pfastatt
- 2020 : Riedisheim
- 2021 : Richwiller
- 2022 : Illzach
- 2023 : Battenheim (Melbourne 5123: Bumblebee 1)[31]
- 2024 : Brunstatt
- 2025 : Berrwiller
- 2026 : Feldkirch
- 2027 : Wittenheim

### Conduite et signalisation
La conduite sur les lignes se fait en « conduite à vue », on n'y trouve que des panneaux de limitation de vitesse, des signaux de protection d'itinéraires et des signaux protégeant le franchissement des carrefours. Pour ces derniers, la voirie est équipée de signaux tricolores classiques de type R11 tandis que la ligne est équipée de signaux de type R17 associés à la signalisation routière.
Sur un fond noir, une barre horizontale de couleur blanche signale l'arrêt, un rond blanc annonce un signal d'arrêt et une barre verticale blanche la voie libre. Une signalisation d'aide à la conduite complète ces signaux : un losange clignotant orange signalant la prise en charge de la demande de priorité au carrefour tandis qu'un point d'exclamation clignotant bleu indique trois secondes à l'avance le changement d'aspect du signal.
Les signaux de protection d'itinéraires ou signaux d'exploitation se situent où se trouvent les appareils de voies (aiguillages) : une barre horizontale rouge indique que l'appareil n'est pas franchissable, une barre verte verticale indique que l'appareil est franchissable en position normale et une barre oblique orange indique que l'appareil est franchissable en position déviée. Les panneaux de limitation de vitesse se présentent quant à eux comme des panneaux carrés avec des chiffres noirs sur fond jaune. Enfin, les indicateurs de coupure de courant sont implantés en amont de chaque secteur d'alimentation de la ligne aérienne de contact (LAC). Une croix grecque blanche annonce une ligne électrique alimentée, une barre horizontale blanche une ligne non alimentée.
Concernant le tram-train, il respecte sur sa partie non-urbaine la signalisation SNCF.

### Remisage et entretien
Les trois lignes de tramway, le tram-train ainsi que les bus sont remisés dans le dépôt atelier de Mertzau de 6 500 m2 construit à mi-distance de la Cité de l'automobile et du Parc des expositions. D'un coût de huit millions d'euros hors taxes et livré en 2005, son architecture laissant entrer le maximum de lumière possible est l'oeuvre du cabinet DRLW Architectures et de Jean-Marc Lesage,.
Il est constitué d'un faisceau de remisage de neuf voies, placé à côté du parking des bus, d'un atelier comprenant sept voies couvertes et un portique de lavage. Un second atelier, destiné aux bus, est situé à part.

### Maintenance du réseau
Étant donné l'étendue et la fréquentation du réseau, celui-ci a besoin d'une maintenance quasiment continue. En cas d'incident sur les rames ou sur les installations techniques, Soléa dispose d'une flotte d'engins rails-route ; à savoir des tracteurs ainsi que des camions-nacelles.
Durant les périodes creuses (l'été principalement), des travaux plus importants sont régulièrement effectués. Des entreprises extérieures ainsi que des équipes des TAG procèdent à des renouvellements de voies, d'appareils de voie (aiguillages), de la signalisation ou encore sur les quais du réseau. Les travaux les plus importants entraînent l'arrêt temporaire de l'exploitation sur les sections concernées avec mise en place de bus de substitution.

### Alimentation électrique
Le tramway ainsi que le tram-train en partie urbaine sont alimentés en 750 V courant continu ; sur sa partie SNCF, le tram-train utilise du 25 000 V courant alternatif à 50 Hz.
L'alimentation en 750 V est fournie par quatre sous-stations disposées à proximité des stations Châtaignier, Coteaux, Rattachement ainsi qu'à la bifurcation entre la ligne 2 d'une part et les lignes 3 et Tram-train de l'autre.

### Sécurité et accidents
Les accidents de la circulation impliquant le tramway sont essentiellement dus à l'inadvertance des autres usagers de la route et au non-respect du code de la route, le tramway circulant sur son site propre étant prioritaire. Les accidents peuvent impliquer des voitures, des cyclistes ou des piétons.

### Tarification et financement

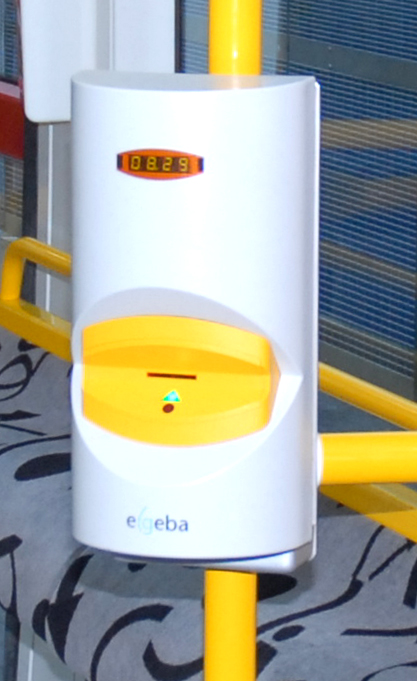
Oblitérateur à tickets Soléa.

#### Tarification
La tarification est identique sur l'ensemble du réseau Soléa, et la mise en service du bus à haut niveau de service a été l'occasion pour Soléa de fusionner les deux anciennes zones tarifaires relatives à l'agglomération (A1 et A2) en une seule zone unique (A). Les usagers des communes les plus éloignées du centre de Mulhouse ont donc bénéficié au 2 septembre 2013 d'une baisse de tarif pour voyager sur tout le territoire de l'agglomération (zone A), uniformément en autobus, bus à haut niveau de service, tramway et également en tram-train dans les limites de Mulhouse et Lutterbach. Le ticket unitaire doit être validé, il permet de prendre une correspondance mais pas d'effectuer un aller-retour. En revanche, l'accès à la partie suburbaine du tram-train est soumise au tarif « Attitudes » (zones B à C).
Les seuls abonnements existants sont mensuels et annuels. Les tickets et abonnements peuvent être achetés soit dans des distributeurs automatiques présents dans les stations, soit en agence. D'autres titres sont en outre disponibles dans des points de vente tels que les bureaux de tabac, les bureaux de poste, etc.
Afin de prendre le tram, l'usager doit oblitérer son ticket à bord des rames, valider son « m-ticket » sur son smartphone ou avoir un abonnement valide sur soi. Pour lutter contre la fraude, des équipes de contrôleurs parcourent le réseau. Ils peuvent être assistés des forces de l'ordre ou d'agents de sécurité de Soléa.

#### Financement
Le financement du fonctionnement des lignes (entretien, matériel et charges de personnel) est assuré par Soléa. Cependant, les tarifs des billets et abonnements dont le montant est limité par décision politique ne couvrent pas les frais réels de transport. Le manque à gagner est compensé par l'autorité organisatrice, Mulhouse Alsace Agglomération. Il définit les conditions générales d'exploitation ainsi que la durée et la fréquence des services. L'équilibre financier du fonctionnement est assuré par une dotation globale annuelle à Soléa grâce au versement transport payé par les entreprises et aux contributions des collectivités publiques.

### Système d'information en temps réel

#### En station
Sur chaque quai des stations, des écrans informent les voyageurs de la destination des prochaines rames et du temps d'attente respectif. Toutes les stations sont reliées au poste de commande centralisé (PCC), depuis lequel sont diffusées des informations vocales en cas de perturbations importantes.

#### Dans les rames
Les tramways sont équipés d'un système d'information voyageurs embarqué. Des afficheurs intérieurs indiquent aux voyageurs la destination ainsi que la prochaine station. Entre deux stations, une annonce sonore donne le nom de la prochaine station.

### Accidents
En 2013 ont été comptabilisés 19 accidents impliquant une rame de tramway, essentiellement dus au non-respect de la part des automobilistes de la signalisation au carrefour ou au rond-point.

## Projets de développement

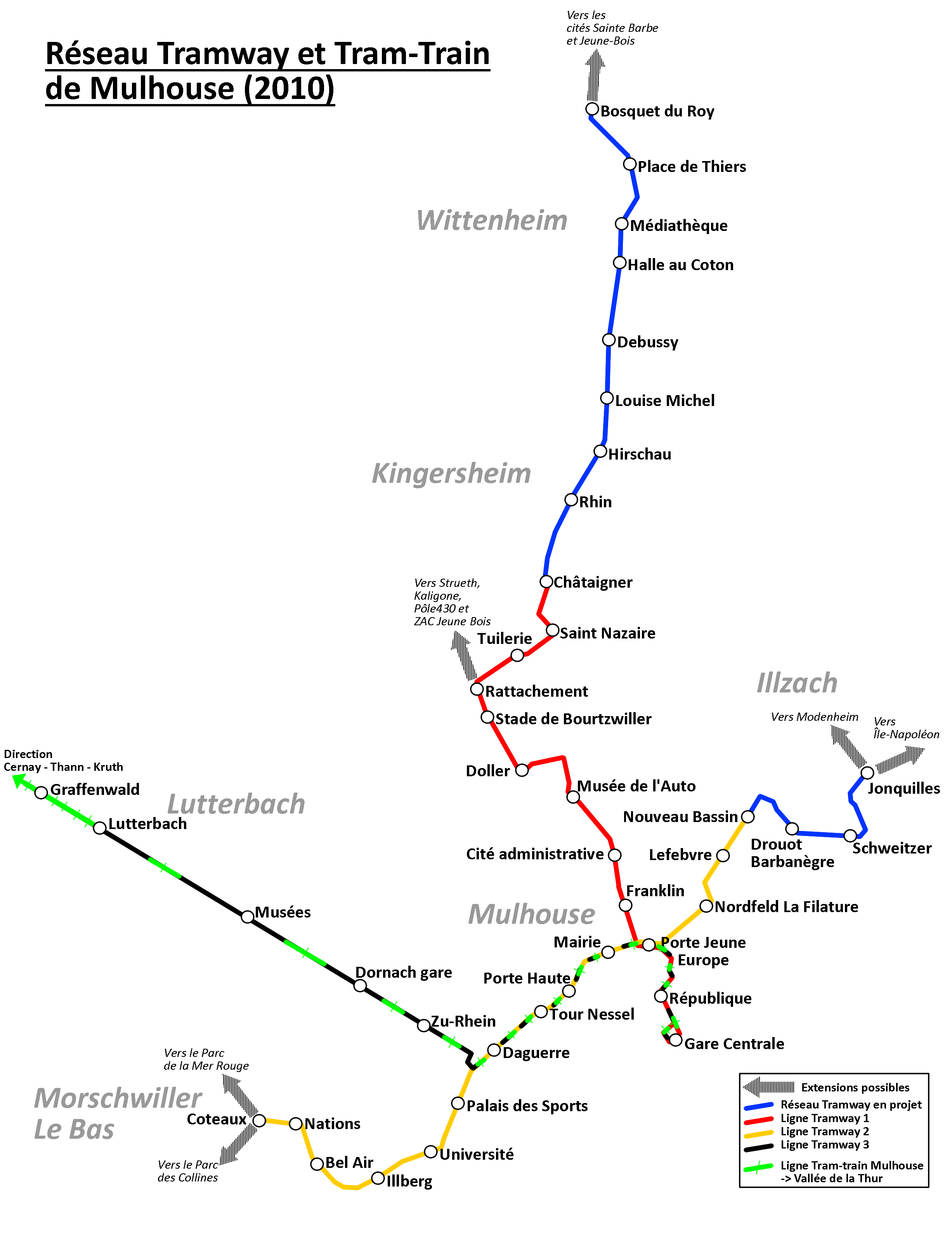
Projets d'extension du réseau. En bleu, les sections suspendues en 2010.

Lors d'une décision du 28 juin 2010, M2A (communauté d'agglomération) a décidé le report de toutes les extensions sine die pour des raisons financières,,.
Auparavant, il était prévu une extension de la ligne 1 jusqu'au nord de Wittenheim, avec la création de huit stations supplémentaires. Cette extension était prévue pour 2012, tandis que la ligne 2 devait être prolongée de trois stations vers l'est ; ces extensions devaient être construites dans le cadre d'un partenariat public-privé de 300 millions d'euros sur 35 ans, soit 8,5 millions par an.
Dans l'attente d'une relance du projet, une ligne de bus à haut niveau de service, la 4, a vu le jour en septembre 2013 pour desservir Wittenheim sur le tracé initialement prévu pour la ligne 1 ; une seconde ligne sur le tracé de la ligne 2 a été évoquée mais n'a pas encore vu le jour en 2019,.
Le SCOT prévoit d'autres extensions du réseau en TCSP à plus long terme dans l'agglomération, notamment vers Pfastatt, Illzach et Riedisheim. L'utilisation du réseau ferré existant est également envisagée : vers Altkirch (ligne Mulhouse-Belfort), vers la vallée de Guebwiller, vers Habsheim (ligne de Strasbourg-Ville à Saint-Louis) et en direction de l'Allemagne (ligne de Mulhouse-Ville à Chalampé),.

### 2024: les extensions relancées
Le projet de prolongement du tramway de Mulhouse a été relancé en 2024. Il vise à prolonger la ligne 1 vers Wittenheim centre au-delà de la station Châtaignier, et de l'autre côté au-delà de la Gare Centrale, d'aller vers Riedisheim. Les études dureront jusqu'en 2026, les travaux auront lieu post municipales de 2026, pour une mise en service avant 2030.